# Campeonato Mundial de Tiro con Arco al Aire Libre de 1958
El XIX Campeonato Mundial de Tiro con Arco al Aire Libre se celebró en Bruselas (Bélgica) entre el 20 y el 23 de julio de 1958 bajo la organización de la Federación Internacional de Tiro con Arco (FITA) y la Federación Belga de Tiro con Arco.

## Medallistas

### Masculino
| Evento                  | Oro                                                            | Plata                                                      | Bronce                                                    |
| ----------------------- | -------------------------------------------------------------- | ---------------------------------------------------------- | --------------------------------------------------------- |
| Arco recurvo individual | Stig Thysell · Suecia                                          | Olavi Kallionpää · Finlandia                               | Roy Matthews Reino Unido                                  |
| Arco recurvo por equipo | Olavi Kallionpää · Tapio Rautavaara · Väinö Ansala · Finlandia | Stig Thysell · Sten-Erik Carlsson · Olof Tengroth · Suecia | James Caspers Tim Cantwell Oswald Smathers Estados Unidos |

### Femenino
| Evento                  | Oro                                                      | Plata                                                         | Bronce                                         |
| ----------------------- | -------------------------------------------------------- | ------------------------------------------------------------- | ---------------------------------------------- |
| Arco recurvo individual | Sigrid Johansson · Suecia                                | Ann Weber-Corby Estados Unidos                                | Carole Meinhart Estados Unidos                 |
| Arco recurvo por equipo | Ann Weber-Corby Carole Meinhart Ann Sevey Estados Unidos | Eliška Šafránková Irena Břízová Božena Deptová Checoslovaquia | Jutta Booysen D. Joubert Lala Jacobs Sudáfrica |

## Medallero
| Núm. | País           | Oro | Plata | Bronce | Total |
| ---- | -------------- | --- | ----- | ------ | ----- |
| 1    | Suecia         | 2   | 1     | 0      | 3     |
| 2    | Estados Unidos | 1   | 1     | 2      | 4     |
| 3    | Finlandia      | 1   | 1     | 0      | 2     |
| 4    | Checoslovaquia | 0   | 1     | 0      | 1     |
| 5    | Reino Unido    | 0   | 0     | 1      | 1     |
| 5    | Sudáfrica      | 0   | 0     | 1      | 1     |
|      | TOTAL          | 4   | 4     | 4      | 12    |